# Municipio de Turkey Creek (condado de Barber)
El municipio de Turkey Creek (en inglés: Turkey Creek Township) es un municipio ubicado en el condado de Barber en el estado estadounidense de Kansas. En el año 2010 tenía una población de 26 habitantes y una densidad poblacional de 0,21 personas por km².

## Geografía
El municipio de Turkey Creek se encuentra ubicado en las coordenadas 37°26′14″N 98°56′44″O / 37.43722, -98.94556. Según la Oficina del Censo de los Estados Unidos, el municipio tiene una superficie total de 123.16 km², de la cual 123,02 km² corresponden a tierra firme y (0,12 %) 0,15 km² es agua.

## Demografía
Según el censo de 2010, había 26 personas residiendo en el municipio de Turkey Creek. La densidad de población era de 0,21 hab./km². De los 26 habitantes, el municipio de Turkey Creek estaba compuesto por el 100 % blancos. Del total de la población el 0 % eran hispanos o latinos de cualquier raza.